# Strumień danych
Strumień danych definiowany jest w literaturze w różny sposób, poniżej przedstawiono kilka stosowanych definicji:
- Według Federal Standard 1037C oraz według definicji Data_stream:

W telekomunikacji, strumień danych jest sekwencją cyfrowo przetworzonych sygnałów stosowaną w transmisji informacji.
- Według Computing on data streams, SCR Technical Note, Digital Research Center:

Strumień danych jest sekwencją elementów {\displaystyle x_{1},\dots ,x_{i},\dots ,x_{n},} gdzie każdy z elementów jest odczytywany tylko raz, wraz ze zwiększającym się indeksem {\displaystyle i.}
- Według Słownika Encyklopedycznego – Informatyka, Wydawnictwa Europa, autorstwa Zdzisława Płoskiego (rok wydania 1999):

Strumień (angielskie stream), połączenie między nadawcą a odbiorcą w postaci nieprzerwanej sekwencji danych, nie dzielonych na komunikaty. Komunikacja strumieniowa jest realizowana za pomocą buforów pozwalających nadawcy wyprzedzać odbiorcę. Strumienie znajdują zastosowanie przy zdalnych rejestracjach, przesyłaniu plików i są podstawą organizowania komunikacji typu producent-konsument.
- Według An Abstract Semantics and Concrete Language for Continuous Queries over Streams and Relations:

Strumień jest nieograniczonym zbiorem elementów {\displaystyle (s,t),} gdzie {\displaystyle s} jest krotką należącą do schematu strumienia, a {\displaystyle t} należące do {\displaystyle T} jest stemplem czasowym elementu.
- Według Planethmath.org:

Strumień jest serią danych, której kolejne elementy oddziela zmienny interwał czasu. Formalnie: Strumień to para uporządkowana {\displaystyle (s,\Delta ),} gdzie {\displaystyle s} jest ciągiem krotek, a {\displaystyle \Delta } jest ciągiem interwałów czasowych oraz dla każdego {\displaystyle \Delta _{n}>0.}